# Ravnkilde
|  | Ravnkilde (by) og Adda Ravnkilde |
Ravnkilde udspringer i Gravlevdalen ved foden af Rebild Bakker i Himmerland i den nordlige del af Jylland.
Ravnkilden er en af de smukkeste kilder i Danmark. Omkranset af gamle bøge ligger kilden som i en gryde i dalsiden. Talrige små kildebække sender vandet frem mod det gamle vadested, som man krydser tørskoet ved at hoppe fra sten til sten. Vest for vadestedet har kilden i 1996 fået et nyt forløb. Hvor vandet før løb i afvandingskanaler, finder det nu selv vej ned over engen på vej mod Kovads Bæk og videre ud i Lindenborg Å.
Ravnkilden er en såkaldt sumpkilde med en række små væld ved foden af bakkeskråningen. Vandet samles hurtigt til ét hastigt strømmende løb. Hvert sekund passerer 85 liter vand over vadestedet på Ravnkildevej. Vandet er 7-8° varmt året rundt. Det betyder, at på klare frostdage "koger" kilden (damper), og midt i sneen er der grønne planter.

## Naturgenopretning
I sidste halvdel af 1800-tallet blev kilden berøvet sit naturlige løb ned over engen.